# Conistra milleri
Conistra milleri är en fjärilsart som beskrevs av Hormusaki 1932. Conistra milleri ingår i släktet Conistra och familjen nattflyn. Inga underarter finns listade i Catalogue of Life.